# 张坝街道
张坝景区街道，是中华人民共和国四川省泸州市江阳区曾经下辖的一个街道。

## 行政区划
张坝景区街道下辖以下地区：
连心社区、园艺村、太平村、江景村和临江村。